# Marko Gudurić
Marko Gudurić (serbisch-kyrillisch Марко Гудурић; * 8. März 1995 in Priboj) ist ein serbischer Basketballspieler, der seit 2025 bei Olimpia Mailand unter Vertrag steht. Er spielt auch für die serbische Nationalmannschaft. Bei einer Größe von 1,98 m spielt er auf der Position des Shooting Guards.

## Laufbahn
Gudurić kommt aus der Nachwuchsabteilung von KK Roter Stern Belgrad. Nachdem er zwei Jahre lang an KK FMP Belgrad ausgeliehen worden war, kehrte Gudurić zu Roter Stern zurück und spielte für die Mannschaft bis 2017 in der serbischen Liga, der Adriatischen Basketballliga sowie in der Euroleague. 2016 und 2017 wurde er mit Roter Stern sowohl serbischer Meister als auch Meister der grenzübergreifenden Adriatischen Basketballliga.
2017 wechselte er zum türkischen Spitzenverein Fenerbahçe Istanbul. 2018 wurde er türkischer Meister, 2019 gewann er mit der Mannschaft den nationalen Pokalwettbewerb. In der Euroleague steigerte Gudurić seine Punktestatistik von der Saison 2017/18 auf das Spieljahr 2018/19 von 6,7 auf 9,4 Punkte pro Spiel. 2018/19 traf er in 36 EuroLeague-Einsätzen bei einer Erfolgsquote von 47,7 Prozent 52 Dreipunktwürfe. Ende Juli 2019 gab die NBA-Mannschaft Memphis Grizzlies die Verpflichtung des Serben bekannt. Gudurić bestritt 44 NBA-Spiele für Memphis und erzielte im Durchschnitt 3,9 Punkte sowie 1,7 Rebounds je Begegnung. Im Dezember 2020 wurde er von der Mannschaft aus dem Aufgebot gestrichen und kehrte kurz darauf zu Fenerbahçe zurück.
2022, 2024 und 2025 gewann er mit Fenerbahçe die türkische Meisterschaft, 2024 und 2025 auch den türkischen Pokalwettbewerb sowie 2025 ebenfalls die Euroleague. Im Juli 2025 wurde Gudurić von Olimpia Mailand verpflichtet.

### Nationalmannschaft
Mit der serbischen U20-Nationalmannschaft wurde er 2015 Europameister in dieser Altersklasse, mit der Herrennationalmannschaft gewann Gudurić bei der EM 2017 die Silbermedaille. 2023 wurde er mit Serbien unter Nationaltrainer Svetislav Pešić Vizeweltmeister und 2024 Dritter der Olympischen Sommerspiele.